# Arabia Felix (Hansen)
Arabia Felix (titolo orig. Det Lykkelige Arabien) è un romanzo danese scritto da Thorkild Hansen, pubblicato nel 1962. Il libro racconta la storia della "Spedizione danese" in Arabia, il cui viaggio fu finanziato dal re di Danimarca Frederik V. La destinazione del viaggio era lo Yemen, che allora veniva chiamato "l'Arabia Felice", da qui il titolo del libro. Nel lungo viaggio, durato sei anni, non mancheranno le liti tra i compagni di viaggio. Periranno tutti i componenti, ad eccezione di uno.

## Trama
Il 4 gennaio 1761 una nave lascia il porto di Copenaghen diretta a Costantinopoli: a bordo vi sono i membri della prima grande spedizione scientifica danese. La meta è lo Yemen, la terra che, fin dall'antichità, porta uno di quei nomi «che usiamo dare ai luoghi che conosce solo la nostra nostalgia». «Perché l’Arabia Felice è chiamata felice?», scrive nel diario il giorno della partenza Peter Forskkål, uno dei protagonisti della spedizione. Ed è questa la domanda sottintesa a tutto il libro: esiste il paese della felicità? Ricostruendo sulla base di innumerevoli documenti la storia del «viaggio arabo» voluto da Federico V, e seguendolo tappa per tappa, attraverso Costantinopoli, Alessandria d'Egitto, Il Cairo, il Sinai, il Mar Rosso fino allo Yemen e la lunga odissea del rientro in patria, Thorkild Hansen racconta in realtà la storia di ogni esperienza umana: quel viaggio di andata e ritorno di cui parlano i miti, le fiabe, le epopee. Gli scienziati partono, per scoprire e conoscere, ma in realtà proiettano in un luogo lontano la realizzazione dei propri sogni - di sapere, di gloria, di ricchezza - troveranno sofferenze, fatiche, gioie, conquiste, fallimenti, e la morte. Solo uno farà ritorno: Carsten Niebuhr, partito come «il figlio inetto» delle fiabe, convinto di non essere all'altezza del suo compito, ma aperto alle esperienze, capace perfino di rinunciare alla propria identità per fare sua la lezione del deserto: «non avere niente, non essere niente». La felicità non è in nessun luogo: il nome di Arabia Felix è nato da un equivoco. O forse la felicità è in ogni luogo: il confine del suo paese è quel cerchio perfetto che l’orizzonte traccia intorno a noi e di cui, ovunque ci troviamo, sempre siamo il centro.

## Edizioni italiane
- Arabia Felix, Introduzione e trad. dal danese di Doriana Unfer, Collezione Gli Iperborei n.31, Milano, Iperborea, 1992, ISBN 88-7091-031-8; 2025, ISBN 978-88-709-1720-8; Collezione I Classici del Romanzo Storico, Milano, Fabbri Editori, 2002; Postfazione di Ingrid Basso, Collana Luci n.8, Iperborea, 2017, ISBN 978-88-709-1228-9.